# Lekkoatletyka na Letnich Igrzyskach Olimpijskich 1980 – pięciobój kobiet
Pięciobój kobiet podczas XXII Letnich Igrzysk Olimpijskich w Moskwie rozegrano 24 lipca 1980 na Stadionie Łużniki. W porównaniu w poprzednimi igrzyskami doszło do zmiany jednej konkurencji pięcioboju – w miejsce biegu na 200 metrów zawodniczki startowały na 800 metrów. Były to ostatnie igrzyska, na których rozgrywano pięciobój. Na kolejnych został on zastąpiony siedmiobojem. Zwyciężczynią została reprezentantka Związku Radzieckiego Nadieżda Tkaczenko, która ustanowiła rekord świata uzyskując wynik 5083 punktów (według tabel z 1984 byłoby to 5213 punktów).

## Rekordy

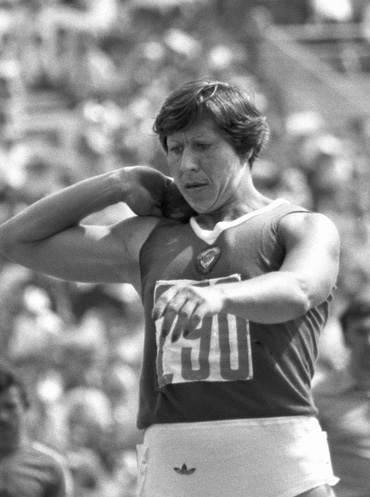
Nadieżda Tkaczenko

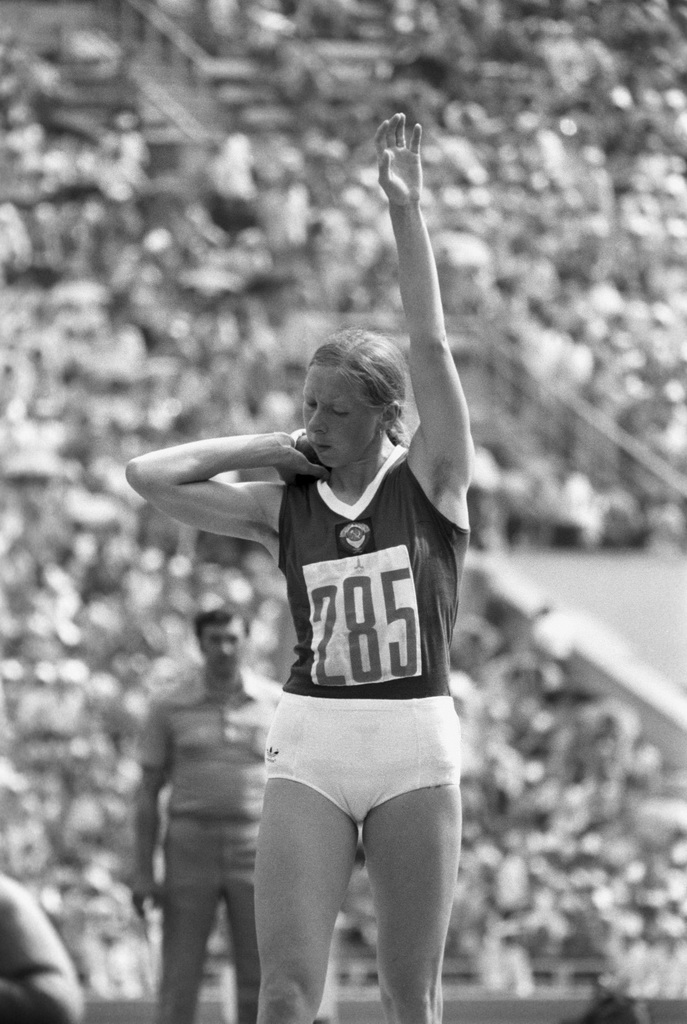
Olga Rukawisznikowa

|                   | Zawodniczka   | Narodowość      | Wynik       | Data                 | Miejsce   |
| ----------------- | ------------- | --------------- | ----------- | -------------------- | --------- |
| Rekord świata     | Olga Kuragina | ZSRR            | 4856        | 30 czerwca 1980(dts) | Moskwa    |
| Rekord olimpijski | Mary Peters   | Wielka Brytania | 4801 (4841) | 1 września 1972(dts) | Monachium |

## Wyniki
| Poz. - pozycja |
| – rekord świata \| – rekord krajowy \| – rekord życiowy \| = – wyrównany rekord życiowy \| · – najlepszy wynik w sezonie \| = – wyrównany najlepszy wynik w sezonie \| – rekord olimpijski |
| DNF – nie ukończyła \| DNS – nie wystartowała \| DSQ – zdyskwalifikowana \| NM – Brak zaliczonej wysokości                                                                                 |

| Poz.            | Zawodniczka         | Punkty      | 100 m ppł | Kula    | Wzwyż  | W dal  | 800 m  |
| --------------- | ------------------- | ----------- | --------- | ------- | ------ | ------ | ------ |
| 1               | Nadieżda Tkaczenko  | 5083 (5213) | 13,29 s   | 16,84 m | 1,84 m | 6,73 m | 2:05,2 |
| 2               | Olga Rukawisznikowa | 4937 (5051) | 13,66 s   | 14,09 m | 1,88 m | 6,79 m | 2:04,8 |
| 3               | Olga Kuragina       | 4875 (4964) | 13,26 s   | 12,49 m | 1,84 m | 6,77 m | 203,6  |
| 4               | Ramona Neubert      | 4698 (4750) | 13,93 s   | 13,68 m | 1,77 m | 6,63 m | 2:07,7 |
| 5               | Margit Papp         | 4562 (4584) | 13,96 s   | 14,94 m | 1,74 m | 6,35 m | 2:15,8 |
| 6               | Burglinde Pollak    | 4553 (4547) | 13,74 s   | 16,67 m | 1,68 m | 5,93 m | 2:14,4 |
| 7               | Walentina Dimitrowa | 4458 (4439) | 14,39 s   | 15,65 m | 1,74 m | 5,91 m | 2:15,5 |
| 8               | Emilija Kunowa      | 4431 (4409) | 13,73 s   | 11,98 m | 1,74 m | 6,10 m | 2:11,1 |
| 9               | Florence Picaut     | 4424 (4402) | 13,75 s   | 13,24 m | 1,80 m | 5,83 m | 2:16,7 |
| 10.             | Sylvia Barlag       | 4333 (4315) | 14,20 s   | 11,82 m | 1,80 m | 6,05 m | 2:16,4 |
| 11.             | Marcela Koblasová   | 4328 (4301) | 14,10 s   | 13,42 m | 1,71 m | 6,15 m | 2:20,3 |
| 12.             | Małgorzata Guzowska | 4326 (4320) | 14,16 s   | 13,63 m | 1,80 m | 6,21 m | 2:29,3 |
| 13.             | Judy Livermore      | 4306 (4261) | 13,57 s   | 13,56 m | 1,77 m | 5,71 m | 2:25,3 |
| 14.             | Conceição Geremias  | 4263 (4216) | 14,33 s   | 13,16 m | 1,71 m | 5,97 m | 2:18,9 |
| 15.             | Susan Longden       | 4234 (4199) | 14,10 s   | 11,47 m | 1,74 m | 6,09 m | 2:19,6 |
| 16.             | Yvette Wray         | 4149 (4076) | 13,78 s   | 12,01 m | 1,65 m | 5,60 m | 2:15,9 |
| 17.             | Cécile Ngambi       | 3832 (3733) | 14,09 s   | 10,28 m | 1,80 m | 5,38 m | 2:39,7 |
| –               | Nancy Vallecilla    | DNF         | 14,46 s   | 11,12 m | 1,68 m | 5,45 m | DNS    |
| Christine Laser | DNF                 | 13,67 s     | 13,39 m   | NM      | DNS    | –      |        |